# Begonia kiamfeei
Begonia kiamfeei là một loài thực vật có hoa trong họ Thu hải đường. Loài này được Kiew & S.Julia mô tả khoa học đầu tiên năm 2007.